# Zdeno Kúdelka
Zdeno Kúdelka (18. února 1949 – 9. července 2016) byl slovenský fotbalista, útočník a záložník.

## Fotbalová kariéra
V československé lize hrál za ZVL Žilina. Nastoupil ve 35 ligových utkáních a dal 2 ligové góly.

## Ligová bilance
| Ročník                                   | Zápasy | Góly | Minuty | Klub       |
| ---------------------------------------- | ------ | ---- | ------ | ---------- |
| 1. československá fotbalová liga 1967/68 | 1      | 0    | 45     | ZVL Žilina |
| 1. československá fotbalová liga 1968/69 | 13     | 1    | 775    | ZVL Žilina |
| 1. československá fotbalová liga 1971/72 | 10     | 0    | 463    | ZVL Žilina |
| 1. československá fotbalová liga 1972/73 | 6      | 0    | 276    | ZVL Žilina |
| 1. československá fotbalová liga 1973/74 | 5      | 1    | 88     | ZVL Žilina |
| CELKEM                                   | 35     | 2    | 1 647  |            |